# Coleman Vision Tennis Championships 2012
Il Coleman Vision Tennis Championships 2012 è stato un torneo professionistico di tennis femminile giocato sul cemento. È stata la 14ª edizione del torneo, che fa parte dell'ITF Women's Circuit nell'ambito dell'ITF Women's Circuit 2012. Si è giocato ad Albuquerque negli USA dal 17 al 23 settembre 2012.

## Partecipanti

### Teste di serie
| Nazionalità | Giocatrice                | Ranking* | Testa di serie |
| ----------- | ------------------------- | -------- | -------------- |
| Romania     | Edina Gallovits-Hall      | 114      | 1              |
| Portogallo  | Michelle Larcher de Brito | 120      | 2              |
| Stati Uniti | Lauren Davis              | 129      | 3              |
| Australia   | Anastasija Rodionova      | 130      | 4              |
| Stati Uniti | Irina Falconi             | 147      | 5              |
| Stati Uniti | Alison Riske              | 150      | 6              |
| Canada      | Heidi El Tabakh           | 164      | 7              |
| Stati Uniti | Jessica Pegula            | 165      | 8              |

- Ranking al 10 settembre 2012.

### Altre partecipanti
Giocatrici che hanno ricevuto una wild card:
- Jennifer Elie
- Irina Falconi
- Asia Muhammad
- Allie Will

Giocatrici che sono passate dalle qualificazioni:
- Jan Abaza
- María Fernanda Álvarez Terán
- Adriana Pérez
- Sachia Vickery

## Campionesse

### Singolare
- Maria Sanchez ha battuto in finale  Lauren Davis con il punteggio di 6–1, 6–1

### Doppio
- Asia Muhammad /  Yasmin Schnack hanno battuto in finale  Irina Falconi /  Maria Sanchez con il punteggio di 6–2, 1–6, [12–10]